# EL34
La vàlvula EL34 és una vàlvula de buit electrònica de tipus pèntode. Té una base octal i es troba principalment en les etapes finals dels circuits d'amplificació. El seu número de designació americana RETM és 6CA7. El seu anàleg rus és 6p27s (ciríl·lic: 6п27с)

## Especificacions
L'EL34 té un voltatge de filament de 6,3 V que és comú per a totes les vàlvules amb el prefix 'E' en la designació de vàlvules Mullard-Philips. És capaç de produir una sortida de 90 W en configuració push-pull de classe AB1. L'EL34 encara és fabricada per JJ Electronic, Svetlana i Sovtek, entre d'altres; hi ha altres firmes que fan vàlvules que poden reemplaçar l'EL34 en alguns equips.

## Aplicacions
Les EL34 s'usen principalment en amplificadors de guitarra de gamma alta: es caracteritzen per tenir una major quantitat de distorsió a baixos nivells de potència que altres vàlvules com la 6L6, la KT88 o la 6550. Se'n poden trobar en molts amplificadors de guitarra d'origen anglès, com les Marshall, i se solen associar al seu característic "to britànic", així com les vàlvules 6L6 ho estan amb el "to americà", trobat en equips nord-americans com els Fender.